# Centaurium chanetii
Centaurium chanetii là một loài thực vật có hoa trong họ Long đởm. Loài này được (H.Lév.) Druce mô tả khoa học đầu tiên năm 1917.